# 苏桑托·蒂尔托普罗佐
苏桑托·蒂尔托普罗佐（1900年3月3日—1969年11月16日）一般简称苏桑托，是已故印度尼西亚政治人物，曾任印尼共和国内政部长、司法部长和代理内阁总理等职。不过他代理总理时，印尼共和国是印度尼西亚联邦共和国的一个联邦成员，并不拥有整个印度尼西亚的主权。